# Thomas Townsend Brown
Pour les articles homonymes, voir Brown.
Thomas Townsend Brown (18 mars 1905 - 22 octobre 1985) était un physicien américain.

## Biographie
Brown est né à Zanesville dans l'Ohio ; ses parents étaient Lewis K. et Mary Townsend Brown.
En 1921, Brown a découvert ce qui plus tard s'est appelé l'effet Biefeld-Brown en expérimentant avec un tube de Coolidge. C'est un tube à vide avec deux électrodes asymétriques. Brown a remarqué qu'il y avait une force exercée par le tube lorsqu'il était connecté à une source haute-tension. Cette force n'était pas due aux rayons X, mais à ce nouvel effet.
Plus tard, en 1923, il a collaboré avec Paul Alfred Biefeld à l'université Denison, à Granville dans l'Ohio. Il a commencé une carrière militaire par la suite et il a été impliqué dans un certain nombre de programmes scientifiques.
En 1930, il a rejoint l'US Navy et il a conduit la recherche fondamentale en électromagnétisme, en rayonnement, sur les champs physiques, en spectroscopie, en gravité et dans d'autres matières. Il a travaillé plus tard pour Glenn Luther Martin et, encore plus tard, pour au National Defense Research Committee (NDRC) et l'Office of Scientific Research and Development (OSRD) dirigé à ce moment-là par Vannevar Bush. Après 1944, il a travaillé comme consultant au Lockheed-Vega Aircraft Corporation. En 1955, Brown est allé en Angleterre, puis en France où il a travaillé avec la Société nationale des constructions aéronautiques du Sud-Ouest (SNCASO) en des expériences, dit Projet Montgolfier.
En 1956, la publication de l'aviation commerciale Interavia a signalé que Brown avait accompli des progrès substantiels sur l'antigravité ou la propulsion électrogravitique. Les compagnies aérospatiales américaines de pointe ont aussi été impliquées dans une telle recherche qui serait devenue un sujet classé secret en 1957. D'autres prétendent que les recherches de Brown n'auraient simplement pas abouti et il aurait alors perdu son soutien financier. 
Bien que l'effet qu'il a découvert ait été confirmé par beaucoup d'autres, le travail de Brown était controversé dû au fait que les autres et même lui croyaient que cet effet pouvait expliquer l'existence et le fonctionnement des objets volants non identifiés (OVNIs).
Brown était le premier investigateur d'OVNIs et en 1956, il a aidé à la création du National Investigations Committee On Aerial Phenomena (NICAP). Bien que Townsend ait démissionné peu de temps après la création du NICAP, le NICAP était une force influente dans la recherche civile d'OVNIs à travers les années 1970. Les activités de l'organisation ont attiré l'attention de la Central Intelligence Agency (CIA), plusieurs hauts responsables de la CIA ont rejoint le groupe.
Les recherches de Brown sont teintées depuis d'ésotérisme. Des expérimentateurs amateurs ont reproduit sa première expérience sous forme de "lifter"s alimentés sous haute tension. La faible poussée obtenue s'expliquant rationnellement comme la force de recul associée au vent électrique ou vent ionique.

## Brevets
- « GB300311 »(Archive.org • Wikiwix • Archive.is • Google • Que faire ?) - Modalités et appareil ou machine pour produire une force et un mouvement (accepté le 15-11-1928)
- (en) Brevet U.S. 1974483 - "Moteur électrostatique" (25-09-1934)
- (en) Brevet U.S. 2949550 - Appareil électrocinétique (16-08-1960)
- (en) Brevet U.S. 3018394 - Transducteur électrocinétique (23-01-1962)
- (en) Brevet U.S. 3022430 - Générateur électrocinétique (20-02-1962)
- (en) Brevet U.S. 3187206 - "Appareil électromagnétique " (1965-06-01)
- (en) Brevet U.S. 3196296 - Générateur électrique (20-07-1965)